# Oberhermsgrün

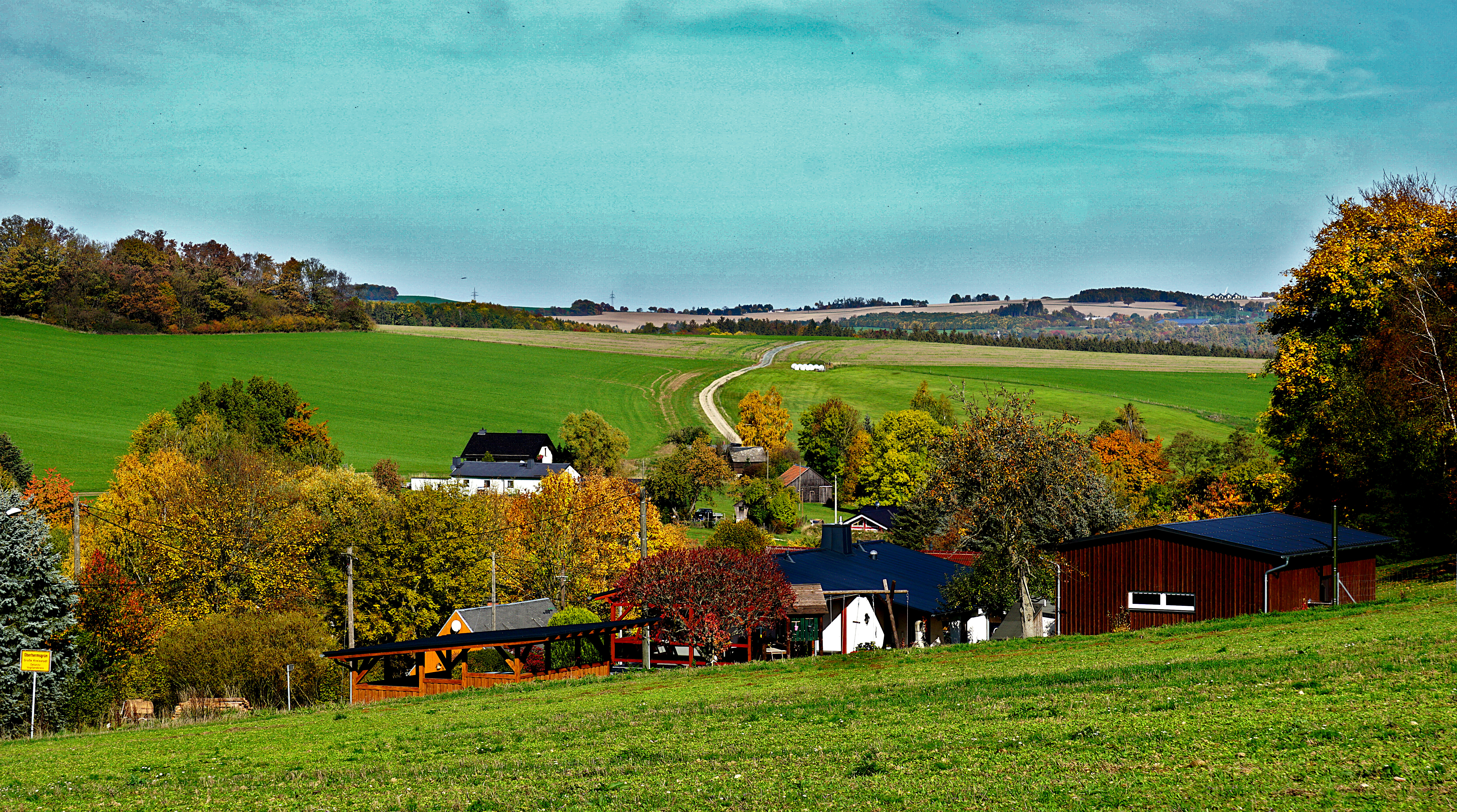
Blick auf Oberhermsgrün

Oberhermsgrün ist ein Ortsteil der Großen Kreisstadt Oelsnitz/Vogtl. im sächsischen Vogtlandkreis. Er wurde mit seinem Ortsteil Unterhermsgrün am 1. Januar 1994 in die Stadt Oelsnitz/Vogtl. eingemeindet.

## Geografie

### Lage und Verkehr
Der Ortsteil Oberhermsgrün liegt im Süden der Stadt Oelsnitz/Vogtl. Er befindet sich im Westen des Vogtlandkreises und im sächsischen Teil des historischen Vogtlands. Geografisch liegt Oberhermsgrün im Zentrum des Naturraums Vogtland (Übergang vom Mittelvogtländischen Kuppenland zum Oberen Vogtland). Der durch den Ort fließende Oberhermsgrüner Bach mündet im Nachbarort Unterhermsgrün in die Weiße Elster.
Die westliche Ortsflur wird von der Staatsstraße 308 tangiert. Auf dem anderen Ufer der Weißen Elster verläuft die Bundesstraße 92, welche über eine Brücke erreichbar ist.
Der Ort ist mit der vertakteten RufBus-Linie 56 des Verkehrsverbunds Vogtland an Oelsnitz, Eichigt und Haselrain angebunden. In Bergen besteht Anschluss an den RufBus nach Adorf.

### Nachbarorte
|                        | Lauterbach                                  |                |
| Lauterbach             | Kompassrose, die auf Nachbargemeinden zeigt | Unterhermsgrün |
| Süßebach, Untertriebel | Ebersbach                                   | Hundsgrün      |

## Geschichte
Das Waldhufendorf Oberhermsgrün wurde im Jahr 1328 als „Obern Hermansgrune“ erwähnt. Bezüglich der Grundherrschaft unterstand der Ort um 1542 anteilig der Pfarre zu Oelsnitz, dem Rat zu Oelsnitz und dem Deutschen Ritterorden zu Plauen. Um 1764 bis 1856 gehörte Oberhermsgrün vollständig als Amtsdorf zum kursächsischen bzw. königlich-sächsischen Amt Voigtsberg. 1856 wurde der Ort dem Gerichtsamt Oelsnitz und 1875 der Amtshauptmannschaft Oelsnitz angegliedert. Kirchlich ist Oberhermsgrün seit jeher nach Oelsnitz gepfarrt.
Am 1. Oktober 1934 wurde Unterhermsgrün nach Oberhermsgrün eingemeindet. Durch die zweite Kreisreform in der DDR kam die Gemeinde Oberhermsgrün mit ihrem Ortsteil Unterhermsgrün im Jahr 1952 zum Kreis Oelsnitz im Bezirk Chemnitz (1953 in Bezirk Karl-Marx-Stadt umbenannt), der im Jahr 1990 als sächsischer Landkreis Oelsnitz fortgeführt wurde und 1996 im Vogtlandkreis aufging. Durch die Eingemeindung von Oberhermsgrün in die Stadt Oelsnitz/Vogtl. wurden Ober- und Unterhermsgrün am 1. Januar 1994 Ortsteile von Oelsnitz/Vogtl.